# Mercedes Ambrus
Mercedes Ambrus (Budapest, 13 de mayo de 1973) es una actriz pornográfica y modelo húngara.

## Biografía
Nació en mayo de 1973 en la capital húngara. Es la hermana pequeña de la también actriz porno Angela Ambrus.
Tras cumplir los 18 años, empezó a trabajar como modelo para diversas revistas como People así como para la marca italiana Fiorucci.
En 1989 conoce al productor Riccardo Schicchi, quien la introduce en la industria a través de su agencia Diva Futura. A diferencia de otras actrices, Ambrus se ha distinguido por realizar una temática de porno blando, ofreciendo en varias ocasiones al público la imagen de una estrella del porno "casta". En 1992 rechazó un papel en la película de Tinto Brass, Tenera è la carne, por temor a que su personaje fuera a romper esa imagen de softporn que tanto había dejado huella y su mirada etérea e inalcanzable.
Con el paso de los años, llegó a ser varias veces portada de la revista Playboy en diversas ediciones extranjeras. En abril de 1992 y marzo de 2001 para la edición húngara, o en diciembre de 1993 para la australiana. En mayo de 2003 lo fue de la revista italiana Excelsior.